# Bình Sơn, Bản Khê
Bình Sơn hay Bình San (tiếng Trung: 平山区, Hán Việt: Bình Sơn khu) Là một quận của địa cấp thị Bản Khê, tỉnh Liêu Ninh, Cộng hòa Nhân dân Trung Hoa. Quận Bình Sơn có diện tích 177 km2, dân số năm 2002 là 350.000 người. Quận này được chia thành 8 nhai đạo biện sự xứ: Đông Minh, Bình Sơn, Thôi Đông, Trạm Tiền, Công Nhân, Thiên Kim, Nam Địa, Bắc Đài và 1 trấn Kiều Đầu.